# Douglas Feaver

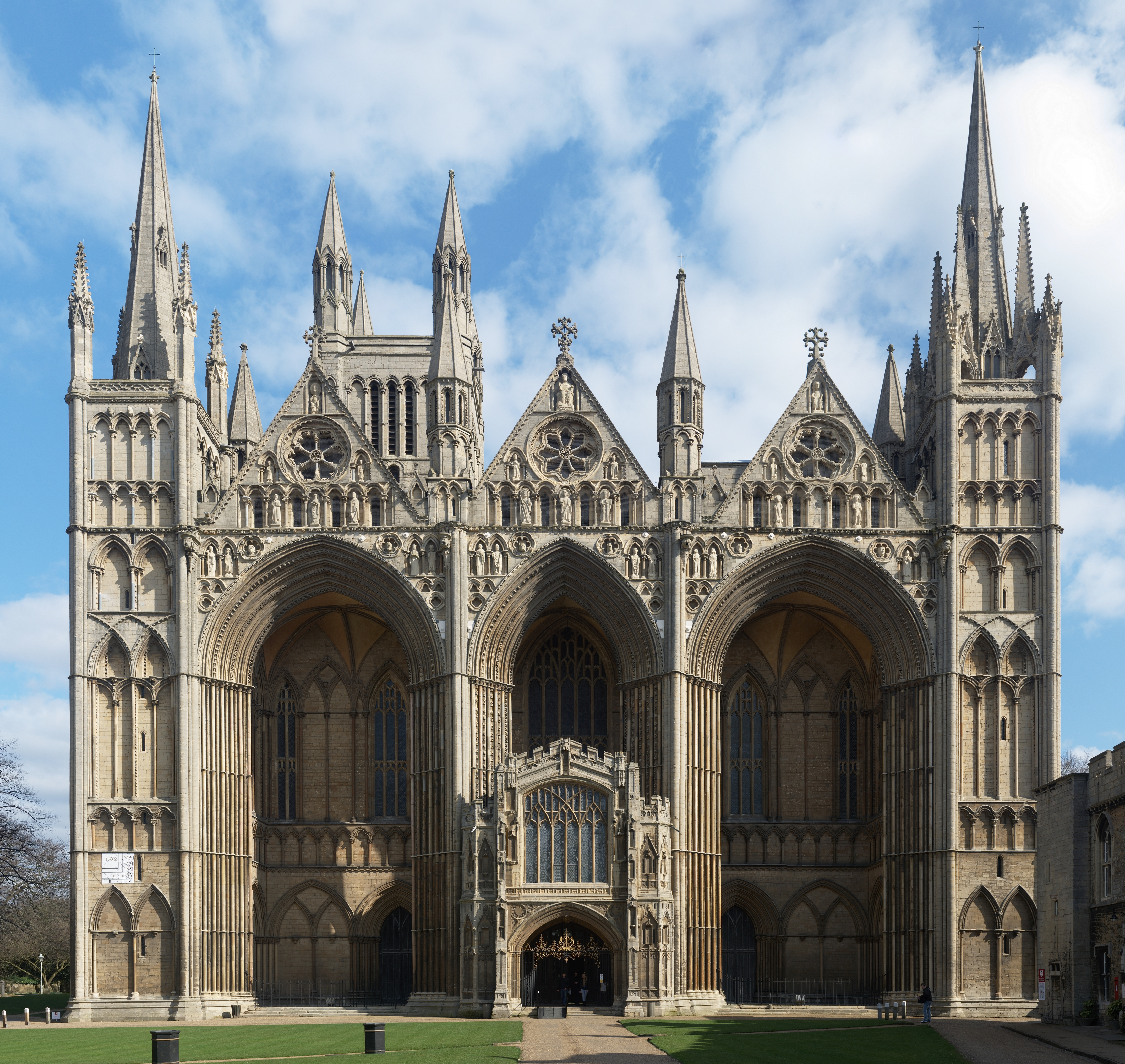
Die Kathedrale von Peterborough

Douglas Russell Feaver (* 22. Mai 1914 in Bristol; † 9. November 1997 in Bruton, Somerset) war ein britischer anglikanischer Theologe. Er war von 1972 bis 1984 Bischof von Peterborough in der Church of England.

## Leben
Douglas Feaver studierte Geschichte und Theologie am Keble College in Oxford, schloss sein Studium mit Bestnoten ab und erhielt die Liddon Studentship. 1938 wurde er zum Diakon ordiniert und im Jahr darauf zum Priester. Von 1938 bis 1958 war er an der Kathedrale St. Albans tätig, zunächst als Vikar, dann als Domherr und Sub-Dean. Unterbrochen wurde diese Tätigkeit im Zweiten Weltkrieg, in dem er als Kaplan bei der Royal Air Force Volunteer Reserve diente. Während dieser Zeit wurde er in Ägypten schwer krank und während er im Krankenbett lag, hörte er, wie vor dem Krankenhaus schon sein Grab geschaufelt wurde, doch er genas. 1958 wurde er Vikar und Rural Dean von St. Mary’s Church in Nottingham. Von 1972 bis 1984 war er Bischof von Peterborough. Seine Bischofskirche war die Kathedrale von Peterborough.
Douglas Feaver war zweimal verheiratet. Mit seiner ersten Frau hatte er drei Kinder. Nach ihrem Tod im Jahre 1987 heiratete er ein zweites Mal.

## Feaver als Bischof
Feaver engagierte sich intensiv in seiner Diözese; Sitzungen wie die der Generalsynode hingegen mied er, da er wenig Sympathie für die zentrale Kirchenverwaltung sowie die wachsende Bürokratie hatte. Als er bei einer Synode im Jahre 1972 nicht nur unerwarteterweise anwesend war, sondern auch noch einen Antrag stellte, sorgte dies für Amüsement unter den Bischöfen, wenn auch mit der Einschränkung “though none laughed at the time” (deutsch: „Allerdings lachte niemand in diesem Moment“). Da diesem Antrag alle zustimmten, schrieb der Berichterstatter: “So we arguably had an egg on our faces.” (deutsch: „Da standen wir wohl dumm da.“) Feavers besonderes Interesse galt dem Klerikernachwuchs, um sicherzustellen, dass dieser eine solide Ausbildung bekam und sich weiterentwickelte. Als Traditionalist fühlte er sich dem Book of Common Prayer verpflichtet. Über das moderne The Alternative Service Book von 1980 sagte er: “Taste it and spit out.” (deutsch: „Probiers und spucks wieder aus.“) Zwölf Jahre lang schrieb er Buchrezensionen für die Church Times.

## „Rüdester Mann in der Kirche“
Feaver galt zu seiner Zeit als eine der „farbigsten“ Persönlichkeiten der Church of England, von dem unzählige Anekdoten und Aussprüche überliefert sind. 1985 wurden einige seiner Bonmots unter dem Titel Purple Feaver als Buch herausgegeben. So sagte er nach einer Hochzeit “I prefer funerals” (deutsch: „Ich ziehe Beerdigungen vor“) und über weibliche Kolleginnen in der Synode, sie hätten “seething bosoms but nothing above” (deutsch: „wallende Busen, aber nichts darüber“).
Der Independent schrieb in seinem Nachruf, Feaver sei ein Mann von großem Verstand und festen und fundierten Ansichten gewesen, versehen mit deftigen Vorurteilen, die auszusprechen er sich nie gescheut habe. Oft habe der großgewachsene Kirchenmann gewirkt wie ein „Raubvogel kurz vor dem Zustoßen“. Für seinen Kleriker-Kollegen Eric Abbott galt er als “the rudest man in the Church of England” (deutsch: „der rüdeste Mann in der Kirche von England“). Bei Zusammentreffen von Bischöfen und anderen hochrangigen Personen sei seine scharfe Zunge gefürchtet gewesen, zudem habe er keine Geduld mit Zauderern gehabt, aber mit Widerspruch gut umgehen können. Dahinter habe sich eine freundliche, warmherzige und humorvolle Person verborgen, die weder sich selbst noch andere zu ernst genommen habe, und Feaver habe stets für Spaß gesorgt.